# Allanton Bridge
Die Allanton Bridge ist eine Straßenbrücke in der schottischen Ortschaft Allanton in der Council Area Scottish Borders. 1971 wurde das Bauwerk in die schottischen Denkmallisten in der Denkmalkategorie B aufgenommen. Sie ist nicht zu verwechseln mit der nahegelegenen Blackadder Bridge.

## Beschreibung
Die Allanton Bridge wurde von 1840 bis 1842 errichtet. Planer war der Ingenieur Robert Stevenson; leitender Bauingenieur J. T. Syme. Eine eingelegte Bronzeplakette weist neben Baujahr und Planer Miss Boswell of Blackadder als Auftraggeberin aus.
Der Mauerwerksviadukt überspannt das Whiteadder Water am Nordrand von Allanton nur wenige Meter abwärts der Einmündung des Blackadder Waters mit zwei ausgemauerten Segmentbögen. Diese weisen Stützweiten von 22,9 Metern bei einer lichten Höhe von lediglich 3,7 Metern auf. Das Mauerwerk der Allanton Bridge besteht aus rötlichen Sandsteinquadern. Während meist lokal gebrochener, weicher Sandstein eingesetzt wurde, sind die Bögen mit härterem Sandstein aus Fife ausgemauert. Auf Höhe des Brückendecks, unterhalb der Brüstung, verläuft ein Zierband. Die schlichten Pilaster sind über die Brüstungen fortgeführt.
Die Allanton Bridge führt die von Reston nach Swinton führende B6437 über das Whiteadder Water.